# 卑詩省7號公路
卑詩省7號公路是加拿大卑詩省一條主要東西向省級公路。公路西起溫哥華加蘭護街，貫穿大溫哥華地區及菲沙河谷地區，東端於合普與橫加公路交匯。
7號公路全長150（93英里），其中位處溫哥華市內路段與百老匯街共構，進入本拿比市後絕大部分路段均稱為洛歇公路（英語：Lougheed Highway），是以於1920及30年代曾任楓樹嶺市長及卑詩省工務局長的納爾遜．洛歇命名。公路大致與1號公路平行，於菲沙河北岸為居民提供替代路線。
公路於1941年首次投入服務，其時連接溫哥華與哈里遜溫泉，並途經滿地寶及高貴林港之間的一段杜特尼幹道（Dewdney Trunk Road）。1953年，高貴林以西的7號公路改為現時路線。1966年，公路東端南移至亞格西斯，1968年再東延至紅寶石溪。最終，於1972年9月延長到合普以北，與橫加公路交匯。

## 走線

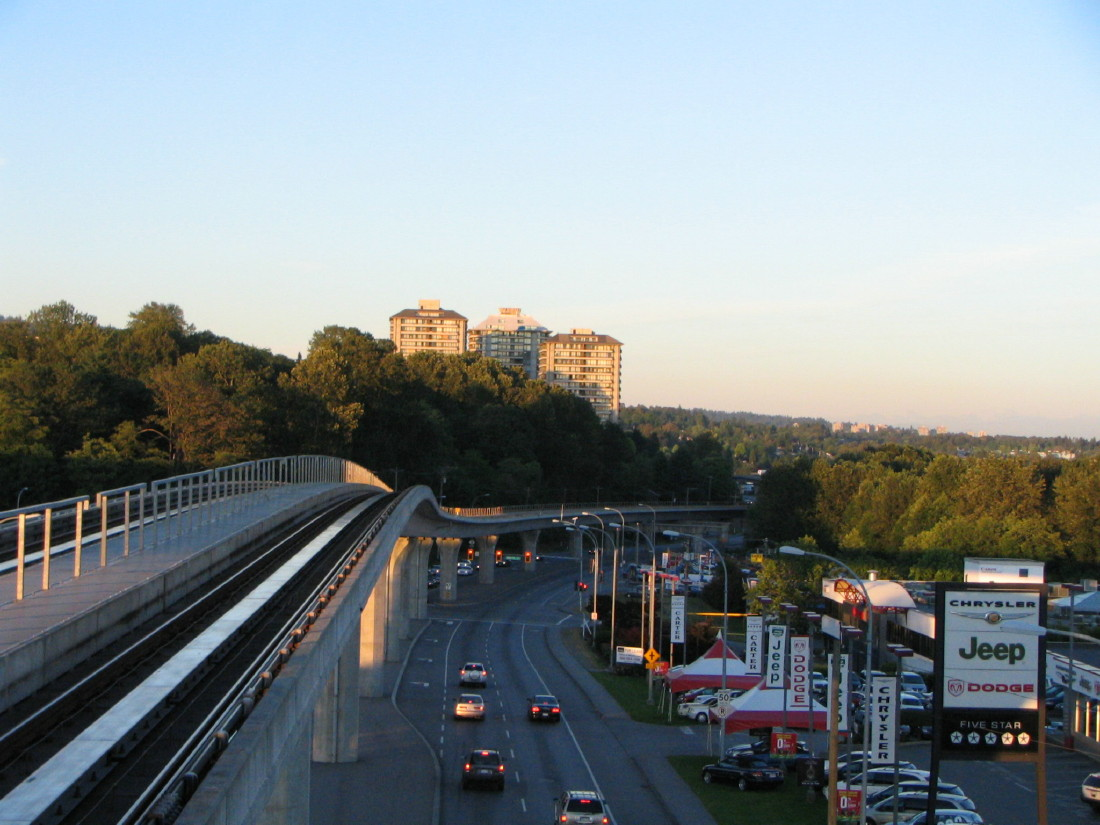
本拿比市鄰近架空列車布倫活鎮中心站的一段洛歇公路

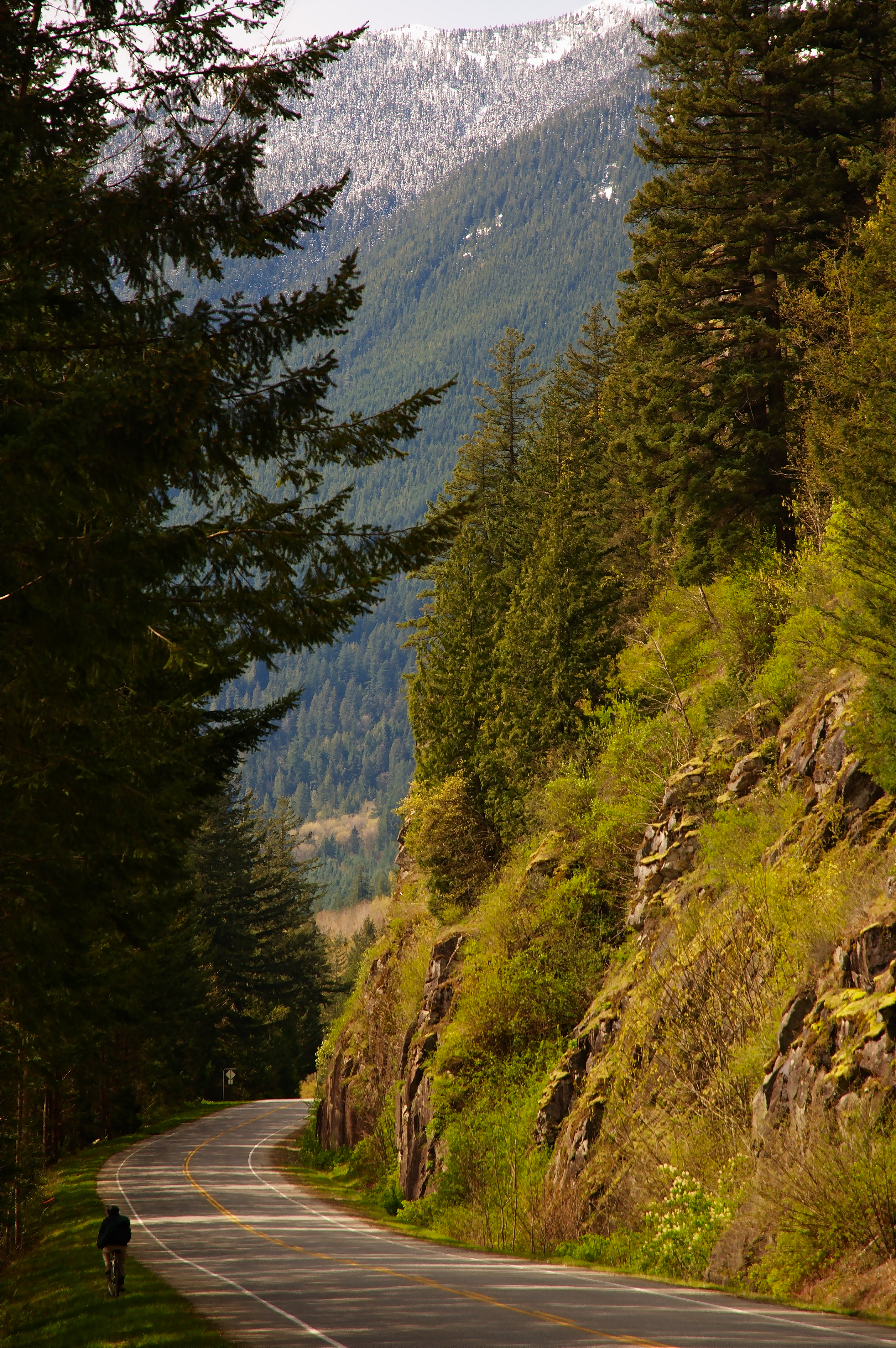
哈里遜木廠附近一段7號公路

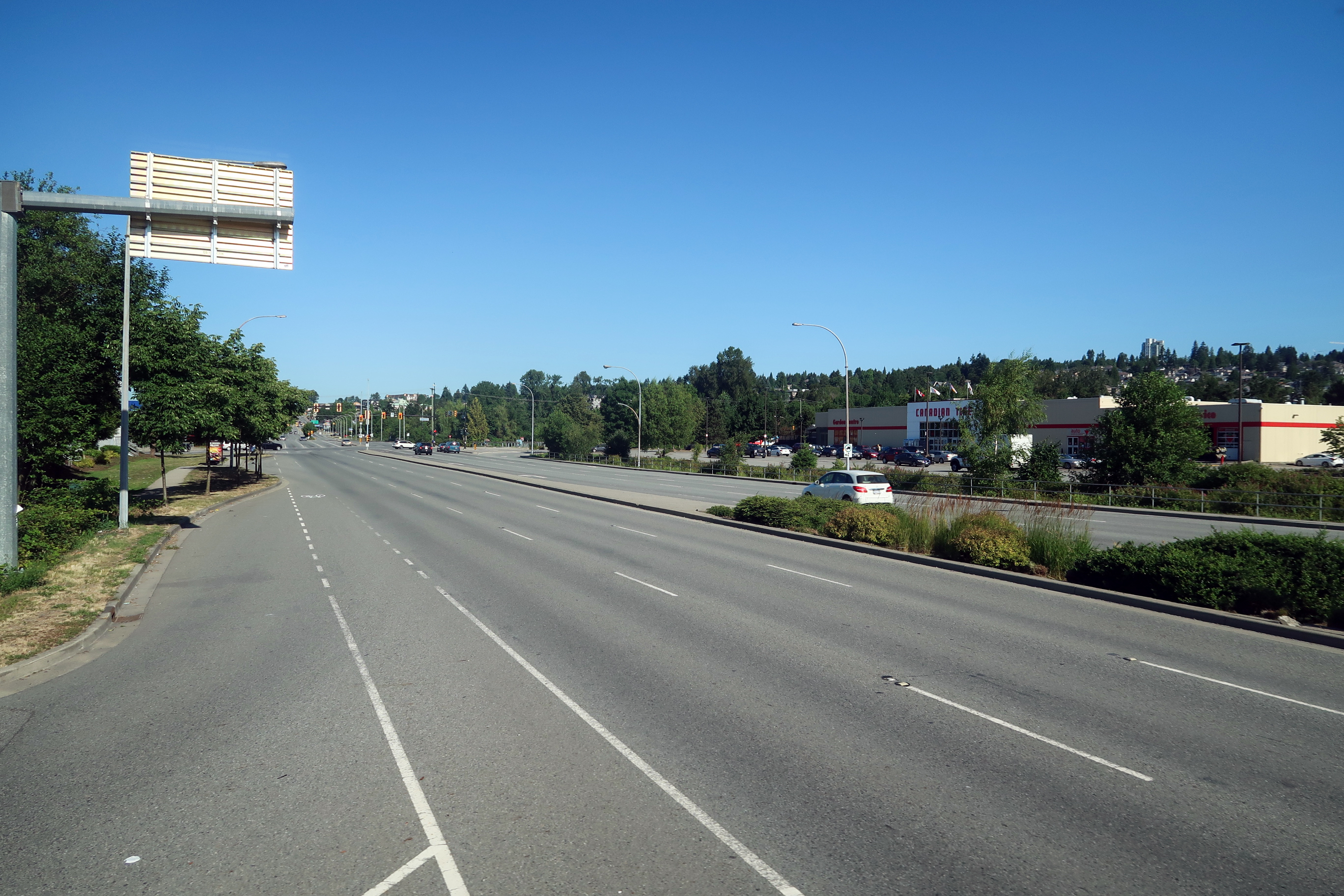
高貴林附近一段洛歇公路

7號公路大部分路段由卑詩省運輸廳管理，但於大溫哥華地區匹特河以西的大部分路段由運輸聯線管轄。

### 大溫哥華地區
7號公路西起溫哥華市加蘭護街，沿著百老匯街東延約8.5（5.3英里）後進入本拿比市。公路往東延約14（8.7英里）後於高貴林合恩角交匯處與1號公路匯合，然後轉向東北方向，約7（4.3英里）後於高貴林市中心與7A號公路交匯。公路其後往右急轉，經過韋斯活街（Westwood Street）後進入高貴林港市。公路再往東南延約5（3.1英里）後與7B號公路重新匯合，然後經過匹特河橋進入匹特草原。
其後，7號公路繼續向東南延約5（3.1英里）與金穗大道交匯並進入楓樹嶺，然後在約5（3.1英里）後於222街轉右往哈尼繞道並於約2.5（1.6英里）後與洛歇公路重新匯合。此段亦是整條洛歇公路唯一不與7號公路共構的路段。公路之後再向東延約13（8.1英里）後進入米遜。

### 菲沙河谷地區
進入米遜後，7號公路續向東南延約8.5（5.3英里）後與11號公路交匯，於約34（21英里）後橫跨哈里遜河進入肯特。東延14（8.7英里）後，7號公路於阿加西茲與9號公路交匯，並於31（19英里）後到達位於合普以北的公路東端終點，匯入1號公路。

## 歷史

### 建設
洛歇公路的前身為早於1900年左右建成的杜特尼幹道（Dewdney Trunk Road），而今日的洛歇公路部分路段也曾是杜特尼幹道的一部分。1902年9月27日，橫渡匹特河的渡輪服務啟用，此渡輪後於1915年因匹特河橋建成後停止服務。1920年代中期，一座橫跨哈里遜河的行車橋通車，貫通林邊山（Mount Woodside）的路段也同時啟用，連接了哈里遜木廠及阿加西茲兩地的交通。
1928至1931年間，現洛歇公路介乎匹特河橋及米遜之間路段分階段建成。此路段沿著匹特草原的電力線路，貫穿哈尼並沿菲莎河畔到達米遜。
早於1919年，當局已有計劃沿現洛歇公路之走線建設一條來往楓樹嶺及米遜的公路。
1937年，從本拿比出發，前稱為中央幹線（Central Arterial Highway）的一段洛歇公路啟用。然而，時任省政府並未完成規劃中的全部路段，而是直到1946年才重啟此建設計劃，並於1948年6月完工。
1941年，卑詩省開始實施公路編號制度。 當時的7號公路是從溫哥華出發，沿喜士定街、班納公路（Barnet Highway）、聖約翰街及杜特尼幹接上洛歇公路。直到1950年代，7號公路的溫哥華至高貴林段才轉為經百老匯街及洛歇公路，而原路線則編為7A號公路。
1950年，現時於7號公路東行線橫越高貴林河的桁架橋建成。同年8月14日，時任杜特尼選區的省議員羅德域．麥當勞正式揭幕啟用此橋。
1954年9月，南高貴林一帶介乎布魯內特大道（Brunette Avenue）與合恩角交匯處之間的洛歇公路路段拉直至現時路線，並以兩車道的規格通車。此前，該段公路走線與現時的布魯內特大道及合恩角大道大致重疊。
1957年10月21日，時任省長本納德主持了新一代匹特河橋及哈里遜木廠橋的揭幕儀式。自此，林邊山一帶的交通得到顯著的改善。
1972年9月，歷經多年的建設，來往阿加西茲及黑格（Haig）的路段正式通車。自此，7號公路全線通車。

### 擴闊
1958年，本拿比內公路的全部路段均擴闊至四車道。
1970年代，隨著使用率上升，洛歇公路的不同路段也相繼擴闊。1972年，合恩角至匹特河路之間的路段擴闊至四線行車。1973年，介乎匹特河橋及哈尼之間的路段也擴建至四條行車線。
從1953至1975年間，7號公路在經過蘭花路（Orchid Drive）後沿韋斯活街與班納公路匯合。1975年9月，霎街延線（Sharpe Street Extension）正式取代該路段，成為7號公路的正式走線。
1981年，北路（North Road）及合恩角交匯處之間路段的擴闊工程亦告完結。而哈尼至亞比安的路段也於80年代中期完成擴闊。
1990年代初，洛歇公路亞比安至米遜之間路也開始進行擴闊工程。1991至1992年，米遜市中心11號公路與格蘭街（Grand Street）之間路段擴闊至四線行車，耗資逾四百萬加元。 1992至1993年，蘭里5號原住民保留地及胡諾克之間路段斥資1270萬加元進行擴闊工程。
2001年，高貴林市內位處布魯內特大道及校舍街（Schoolhouse Street）之間一段洛歇公路擴建至六車道。2005年，介乎285街與施華代爾的麥連街（Mclean Street）之間的路段擴闊至四線。2011年，於雷恩街（Wren Street）與奶路臣街之間的公路擴闊工程亦告完工。
2020年，奶路臣街至施華代爾之間的一段洛歇公路也完成擴闊。 2022年11月，266街至287街之間的路段之擴闊工程開始動工，預計於2024年秋季完成。此工程完工後，7號公路於溫哥華至米遜之間將全線達四線行車規格。

### 2021年水災
2021年11月14日，卑詩省南部歷經了百年一遇的暴雨，為菲沙河谷地區帶來了泥石流及嚴重水災。當日傍晚，阿加西茲東北的海鳥島發生了兩宗山泥傾瀉，接近100架車輛被困在7號公路上。翌日，加拿大軍方以直昇機營救逾300人至阿加西茲。

## 道路交匯
以下列表由西至東方向排列：
| 行政區劃                                   | 地點              | 公里   | 英里  | 連接                                                                                     | 備註                                                               |
| ------------------------------------------ | ----------------- | ------ | ----- | ---------------------------------------------------------------------------------------- | ------------------------------------------------------------------ |
| 大溫哥華地區                               | 溫哥華            | 0.00   | 0.00  | 百老匯街 加蘭護街（99號公路） 往溫哥華市中心、威士拿、溫哥華國際機場、美加邊界           | 南加蘭護站 （建設中） 7號公路西端終點，百老匯街則繼續西延          |
| 大溫哥華地區                               | 溫哥華            | 0.85   | 0.53  | 渥街                                                                                     | 近 渥街－溫哥華全科醫院站 （建設中） 99號公路南行替代路線          |
| 大溫哥華地區                               | 溫哥華            | 1.70   | 1.06  | 甘比街                                                                                   | 百老匯－市政廳站（千禧線部分建設中）                               |
| 大溫哥華地區                               | 溫哥華            | 2.70   | 1.68  | 緬街                                                                                     | 快樂山站 （建設中）                                                |
| 大溫哥華地區                               | 溫哥華            | 2.80   | 1.74  | 京士威道                                                                                 | 前1A號公路及99A號公路                                              |
| 大溫哥華地區                               | 溫哥華            | 4.40   | 2.73  | 卡勒街                                                                                   |                                                                    |
| 大溫哥華地區                               | 溫哥華            | 5.00   | 3.11  | 金馬素街                                                                                 | 金馬素－百老匯站                                                   |
| 大溫哥華地區                               | 溫哥華            | 6.90   | 4.29  | 蘭菲街                                                                                   | 近 蘭菲站                                                          |
| 大溫哥華地區                               | 溫哥華            | 7.60   | 4.72  | 魯拔街                                                                                   | 魯拔站                                                             |
| 大溫哥華地區                               | 溫哥華            | 7.80   | 4.85  | 卡西亞街（Cassiar Street）                                                                             | 百老匯街東端終點，公路繼續沿洛歇公路東延                           |
| 大溫哥華地區                               | 溫哥華/本拿比     | 8.50   | 5.28  | 界限街                                                                                   | 溫哥華及本拿比市之界線                                             |
| 大溫哥華地區                               | 本拿比            | 9.20   | 5.72  | 基爾摩道                                                                                 | 基爾摩站                                                           |
| 大溫哥華地區                               | 本拿比            | 10.00  | 6.21  | 威靈頓大道                                                                               | 布倫活鎮中心站                                                     |
| 大溫哥華地區                               | 本拿比            | 11.60  | 7.21  | 浩登大道                                                                                 | 浩登站                                                             |
| 大溫哥華地區                               | 本拿比            | 12.70  | 7.89  | 肯辛通大道                                                                               | 架空橫跨公路上方，僅東行線有出入口與之交匯                         |
| 大溫哥華地區                               | 本拿比            | 12.90  | 8.02  | 史柏靈大道                                                                               | 史柏靈-本拿比湖站 北端連接肯辛通大道，南端連接溫斯頓街             |
| 大溫哥華地區                               | 本拿比            | 15.00  | 9.32  | 湖城路                                                                                   | 湖城路站                                                           |
| 大溫哥華地區                               | 本拿比            | 16.40  | 10.19 | 北面：生產路南面：布萊頓道                                                               | 生產路-大學站                                                      |
| 大溫哥華地區                               | 本拿比            | 16.90  | 10.50 | 葛拉迪大道 往西門菲莎大學                                                                |                                                                    |
| 大溫哥華地區                               | 本拿比            | 18.00  | 11.18 | 西面：奧斯汀路東面：政府街                                                               | 洛歇鎮中心站                                                       |
| 大溫哥華地區                               | 本拿比/高貴林     | 18.50  | 11.50 | 北路 往新西敏、帕圖洛橋                                                                  | 本拿比及高貴林市之界線                                             |
| 大溫哥華地區                               | 高貴林            | 20.20  | 12.55 | 藍山街                                                                                   |                                                                    |
| 大溫哥華地區                               | 高貴林            | 20.30  | 12.61 | 布魯內特大道 往新西敏、帕圖洛橋                                                          |                                                                    |
| 大溫哥華地區                               | 高貴林            | 22.00  | 13.67 | 1號公路（橫加公路） 往溫哥華、曼港橋、素里、合普 7B號公路（瑪麗山繞道） 往楓樹嶺聯合大道 | 合恩角交匯處 7號公路東行無法通往1號公路西行線 7號公路轉向北行      |
| 大溫哥華地區                               | 高貴林            | 24.80  | 15.41 | 1號公路（橫加公路） 往溫哥華、曼港橋、素里、合普 7B號公路（瑪麗山繞道） 往楓樹嶺聯合大道 | 合恩角交匯處 7號公路東行無法通往1號公路西行線 7號公路轉向北行      |
| 大溫哥華地區                               | 高貴林            | 29.60  | 18.39 | 西面：班納公路北面：松樹路                                                               | 7號公路轉向東行 前7A號公路 近 高貴林中央站                         |
| 大溫哥華地區                               | 高貴林/高貴林港   | 30.20  | 18.77 | 韋斯活街                                                                                 | 高貴林及高貴林港市之界線                                           |
| 大溫哥華地區                               | 高貴林港          | 31.40  | 19.51 | 桑那斯街                                                                                 | 通往 高貴林港站                                                    |
| 大溫哥華地區                               | 高貴林港          | 33.10  | 20.57 | 海岸子午線路                                                                             | 架空天橋橫跨公路上方                                               |
| 大溫哥華地區                               | 高貴林港          | 33.80  | 21.00 | 渥太華街                                                                                 | 運輸聯線管理路段東端終點，此處以東全線由卑詩省運輸廳管理           |
| 大溫哥華地區                               | 高貴林港          | 34.80  | 21.62 | 7B號公路（瑪麗山繞道） 往 1號公路、溫哥華                                                | 交匯處                                                             |
| 大溫哥華地區                               | 高貴林港/匹特草原 | 35.14  | 21.83 | 匹特河橋橫渡匹特河                                                                       | 匹特河橋橫渡匹特河                                                 |
| 大溫哥華地區                               | 高貴林港/匹特草原 | 35.66  | 22.16 | 匹特河橋橫渡匹特河                                                                       | 匹特河橋橫渡匹特河                                                 |
| 大溫哥華地區                               | 匹特草原          | 36.28  | 22.54 | 東面：舊杜特尼幹道西面：堅尼地路                                                         |                                                                    |
| 大溫哥華地區                               | 匹特草原          | 38.84  | 24.13 | 哈里斯路                                                                                 | 通往 匹特草原站                                                    |
| 大溫哥華地區                               | 匹特草原          | 40.56  | 25.20 | 金穗大道 往 1號公路、金穗大橋、蘭里區、素里                                              | 架空天橋橫跨公路上方                                               |
| 大溫哥華地區                               | 楓樹嶺            | 40.99  | 25.47 | 東面：杜特尼幹道南面：楓樹草原大道                                                       | 金穗大道北行往7號公路東行路線 通往 楓樹草原站                      |
| 大溫哥華地區                               | 楓樹嶺            | 45.22  | 28.10 | 北面：222街東面：洛歇公路                                                                | 7號公路轉向哈尼繞道往南行                                          |
| 大溫哥華地區                               | 楓樹嶺            | 45.67  | 28.38 | 北面：卡拉漢道（Callaghan Avenue）南面：223街                                                            | 通往 哈尼港站                                                      |
| 大溫哥華地區                               | 楓樹嶺            | 47.78  | 29.69 | 北面：洛歇公路東面：卡拿卡路（Kanaka Way）                                                         | 重新與洛歇公路匯合                                                 |
|                                            | 楓樹嶺/米遜       | 60.72  | 37.73 | 斯泰夫河（）                                                                             | 斯泰夫河（）                                                       |
| 60.92                                      | 楓樹嶺/米遜       | 37.85  |       | 斯泰夫河（）                                                                             | 斯泰夫河（）                                                       |
| 菲沙河谷地區                               | 米遜              | 69.46  | 43.16 | 北面：雪松谷連接路（Cedar Valley Connector）南面： 11號公路 南行往 1號公路、亞博斯福                           | 11號公路北端終點                                                   |
| 菲沙河谷地區                               | 米遜              | 70.51  | 43.81 | 第一大道鐵路大道北                                                                       | 此段起7號公路分為兩條單行道：西行為第一大道，東行為鐵路大道北      |
| 菲沙河谷地區                               | 米遜              | 71.03  | 44.14 | 惠頓街                                                                                   | 米遜城站                                                           |
| 菲沙河谷地區                               | 米遜              | 71.21  | 44.25 | 霍恩街東面：鐵路大道北                                                                   | 東行線途經霍恩街重新與西行線匯合，恢復雙向行車                     |
| 菲沙河谷地區                               | 米遜              | 71.34  | 44.33 | 北面：梅利街南面：格拉斯哥道 往 11號公路、亞博斯福                                       |                                                                    |
| 菲沙河谷地區                               | 米遜              | 72.64  | 45.14 | 鐵路大道北                                                                               |                                                                    |
| 菲沙河谷地區                               | 杜特尼            | 80.05  | 49.74 |                                                                                          | 公路右轉向東南行                                                   |
| 菲沙河谷地區                               | 肯特              | 104.02 | 64.64 | 哈里遜河橋橫跨哈里遜河                                                                   | 哈里遜河橋橫跨哈里遜河                                             |
| 菲沙河谷地區                               | 肯特              | 104.34 | 64.83 | 哈里遜河橋橫跨哈里遜河                                                                   | 哈里遜河橋橫跨哈里遜河                                             |
| 菲沙河谷地區                               | 肯特              | 118.42 | 73.58 | 北面： 溫泉路（9號公路） 往哈里遜溫泉西面：艾斯路（Else Road）                                    | 公路右轉向東行，與9號公路共構路段西端終點                          |
| 菲沙河谷地區                               | 肯特              | 120.01 | 74.57 | 長榮路（9號公路） 往智利域                                                               | 阿加西茲車站 與9號公路共構路段東端終點                             |
| 菲沙河谷地區                               | 肯特              | 121.61 | 75.56 | 阿加西茲繞道（黑格公路） 往 9號公路、智利域                                              | 交匯處，僅西行線可通往阿加西茲繞道南行，阿加西茲繞道則只通往東行線 |
| 菲沙河谷地區                               | 合普              | 150.44 | 93.48 | 1號公路（橫加公路） 南行往合普、經 3號公路往普林斯頓、經 5號公路往梅利特 北行往卡士溪    | 黑格交匯處 7號公路東端終點                                         |
| 1.000英里＝1.609公里；1.000公里＝0.621英里 |                   |        |       |                                                                                          |                                                                    |